# RK Zadar
RK Zadar je rukometni klub iz grada Zadra.

## Klupski uspjesi
Najveće uspjehe su postizali u drugoj polovici devedesetih godina prošlog stoljeća, kada su došli do polufinala Kupa EHF.